# Riverdale (sèrie)
Riverdale és una sèrie de televisió estatunidenca, de drama adolescent, basada en el còmic d'Archie creat per John L. Goldwater.
Va ser encarregada a la cadena americana The CW el maig de 2016, i la primera temporada, de 13 episodis, es va estrenar el 26 de gener de 2017 i va finalitzar l'11 de maig de 2017. Aquesta sèrie va ser adaptada a la televisió pel director general creatiu d'Archie Comics, Roberto Aguirre-Sacasa, i produïda executivament per Greg Berlanti ('showrunner' de sèries com Arrow i The Flash), al costat de Sarah Schechter. El 7 de març de 2017, The CW va renovar la sèrie per a una segona temporada, que ha debotat l'11 d'octubre de 2017 a Amèrica.

## Sinopsi
Alhora que un nou any escolar comença a Riverdale, la ciutat encara està afectada per la tràgica i misteriosa desaparició recent de Jason Blossom. D'altra banda, els esdeveniments que han tingut lloc durant l'estiu han fet que Archie Andrews (KJ Apa) s'adoni que vol dedicar-se a la música, i no seguir els passos del seu pare. Així mateix, encara li pesa haver trencat la seva amistat amb Jughead Jones (Cole Sprouse).
Betty Cooper (Lili Reinhart) desitja retrobar-se amb Archie, de qui està enamorada, però a qui encara no està preparada per revelar els seus sentiments. Quan una nova estudiant, Veronica Lodge (Camila Mendes), arriba a Riverdale des de Nova York amb la seva mare, neix l'espurna entre ella i Archie. Però la nova no vol posar en risc la amistat que ha nascut entre ella i Betty.
La germana bessona del desaparegut, Cheryl Blossom (Madelaine Petsch), la noia més popular de Riverdale, es diverteix traient a llum els secrets entre Archie, Betty i Veronica per causar problemes. Però el que tot Riverdale sap, és que la seva família guarda molts més secrets, que algun dia seràn revelats.

## Personatges

### Protagonistes
- KJ Apa com a Archibald "Archie" Andrews: Un adolescent pèl-roig, intens, que segueix l'estereotip del "Teenager" americà. Archie és un alumne de l'Institut de Riverdale que estudia l'últim any de secundària després d'haver passat un divertit però dur estiu treballant al negoci de construcció del seu pare. Això si, gràcies a l'esforç físic que ha suposat treballar, Archie és ara un home de cap a peus, i és per això mateix que diverses noies estan interessades en ell. A més, ha descobert que el que vol de debò és dedicar-se a compondre i interpretar música, la passió que està en contra dels desitjos del seu pare i el seu entrenador de futbol, que encara no ho saben.

- Camila Mendes com a Veronica Lodge: Veronica és la "New Girl In The Town", i veu la mudança Nova York-Riverdale com una oportunitat per reinventar-se a si mateixa, alhora que es prepara per esborrar el paper de noia rica i mimada que era a la ciutat dels gratacels. Avergonyida i humiliada pels actes que va cometre al passat i per l'escàndol de malversació que involucra al seu pare, ella i la seva mare han perdut la major part del seu estat social i riquesa, i han decidit tornar a Riverdale, la ciutat natal dels seus pares. La cabellera negre i els ulls foscos de Verònica no passen desapercebuts a l'Institut de Riverdale, i la seva personalitat tampoc. Des que arriba nova al col·legi ja comença a fer amistat amb Betty i Kevin, i es que a més de ser maca i coqueta, és astuta, divertida i intel·ligent, un dels motius pels que també alguns nois li van al darrere.

- Lili Reinhart com a Elizabeth "Betty" Cooper: Si en els còmics d'Archie Betty era una noia menys femenina i que t'arreglava el cotxe en un tres i no res, en aquest poble misteriós anomenat Riverdale, és una noia dolça, intel·ligent, empàtica, insegura i amb traumes, que porta temps enamorada del seu millor amic, Archie. Està cansada de ser la filla, estudiant i germana perfecta, de manera que es dirigeix a la seva nova amiga, Veronica, per a demanar-li consell i fugir del malson que viu a casa seva.

- Cole Sprouse com a Jughead Jones: Jughead va créixer a Riverdale juntament amb Archie Andrews i Betty Cooper. És el fill de FP Jones, líder de les Serpents del Sud i persona de qui ell no vol saber-ne res. Jughead és un marginat social amb l'afició d'escriure i una filosofia diferent a la dels altres personatges. Va ser el millor amic d'Archie, però encara l'està perdonant pel que va passar a l'estiu.

### Principals
- Marisol Nichols com Hermione Lodge: La mare de Veronica, que estant a la ruïna ha tornat a Riverdale amb la seva filla per continuar amb un acord establert per Lodge Industries, després del recent empresonament del seu marit Hiram Lodge.

- Madelaine Petsch com Cheryl Blossom: Rica, narcisista i irresponsable. Cheryl Blossom és una noia manipuladora i popular que estudia a l'Institut de Riverdale, i que a més, es dedica a molestar als seus companys. Pertany a la familia més rica de la ciutat, és la germana bessona del desaparegut Jason Blossom, i darrere de la seva aparença superficial s'hi oculten un piló de traumes i secrets que tothom desconeix.

- Ashleigh Murray com Josie McCoy: Una noia competitiva, ferotge, atrevida, ambiciosa i amb una veu dolça que l'ha fet ser la cantant principal de la banda Pussycats.

- Mädchen Amick com Alice Cooper: És l'editora del diari local. A més és perfeccionista, controladora i exigent amb les seves filles, Betty i Polly.

- Luke Perry com Fred Andrews (Temporades 1, 2 i 3): Considerat, amable i humil, a més de ser el pare d'Archie, Fred és el propietari d'una empresa de construcció.

- Casey Cott com Kevin Keller: Graciós, amable i enamoradís, Kevin és un estudiant de secundària obertament homosexual que té una relació amistosa amb Betty Cooper i Veronica Lodge. És fill del sheriff.

- Skeet Ulrich com Forsythe Pendelton II "F.P." Jones (A partir temporada de la temporada 2): El pare de Jughead i el líder de les Serpents del Sud, una colla de criminals que viuen i operen als afores de Riverdale.

- Mark Consuelos com Hiram Lodge (A partir de la temporada 2): El pare de Veronica, recentment lliberat de la presó per haver portat a terme un negoci il·legal.
- Ross Butler (a la temporada 1)[a] i Charles Melton (a partir de la temporada 2)[b] com Reginald "Reggie" Mantle (A partir temporada 3) : Amic i rival d'Archie, jugador de futbol de Riverdale High School i bromista.
- Molly Ringwald com Mary Andrews (A partir temporada 4; secundaria en la 2 i 3): La mare d'Archie, a qui va abandonar per anar a viure a Chicago.

### Secundaris
- Martin Cummins com Sheriff Keller: El cap de la policia de la ciutat i el pare de Kevin.
- Robin Givens com Sierra McCoy: L'alcalde de Riverdale i mare de Josie McCoy.
- Nathalie Boltt com Penelope Blossom: La mare de Cheryl i Jason.
- Lochlyn Munro com Hal Cooper: El pare de Polly i Betty; i el marit d'Alice Cooper.
- Colin Lawrence com Coach Floyd Clayton: El pare de Chuck, i entrenador de Riverdale Bulldogs Football Team
- Peter James Bryant com Mr. Waldo Weatherbee: El director de Riverdale High School.
- Sarah Habel as Miss Geraldine Grundy: Jove professora de música al Riverdale High School, que va tenir una relació amb Archie durant l'estiu.

- Jordan Calloway com Chuck Clayton: Cregut, narcisista i prepotent, és una estrella del futbol al Riverdale High School.
- Rob Raco com Joaquin DeSantos: El membre més jove dels Serpents del Sud, que a més manté una relació romàntica amb Kevin.
- Asha Bromfield com Melody Valentine: La bateria de la popular banda Josie i les Pussycats.
- Hayley Law com Valerie Brown: Compositora, baixista i vocalista de la popular banda Josie i les Pussycats.
- Shannon Purser com Ethel Muggs: Víctima de l'assetjador Chuck Clayton.
- Trevor Stines com Jason Blossom: El desaparegut germà bessó de Cheryl.
- Major Curda com Dilton Doiley: El líder de la tropa de Ranger Scouts de la ciutat.
- Tiera Skovbye com Polly Cooper: És la germana major de Betty, i la filla d'Alice i Hal Cooper. Està ingressada en un manicomi on la tenen tancada, i fa un any que no veu a la seva germana.
- Barclay Hope com Clifford Blossom: El ric pare de Cheryl i Jason.
- Alvin Sanders com Pop Tate: El propietari del bar de batuts Pop Shop Chock'lit.
- Tom McBeath com Smithers: És el leal majordom de la família Lodge.
- Adain Bradley com Trev Brown: El germà petit de Valerie.
- Hart Denton com Chic Cooper: El germà perdut de Betty i Polly
- Drew Ray Tanner com Fangs Fogarti : Membre de la banda de els "South side serpents".

### Convidats
- Raúl Castillo com Oscar Castillo: Un compositor seriós i exitós de Nova York que visita el Carson College de Riverdale, i que accepta audicionar a Archie amb l'esperança d'ajudar-lo amb la seva carrera de cantant i compositor.

## Repartiment

### Creador
- El creador de Riverdale és Roberto Aguirre-Sacasa (1973), un dramaturg, guionista i escriptor de còmics nord-americà, conegut sobretot pel seu treball per a Marvel Comics i per a sèries de televisió com Glee o Big Love. És també el Director Creatiu d'Archie Comics.

### Actors principals
- Keneti James Fitzerald Apa "KJ Apa": KJ Apa és un actor nascut el 17 de juny de 1997 a Nova Zelanda. Interpreta el paper del protagonista a la sèrie, el d'Archie Andrews.
- Lili Reinhart: És una actriu Americana nascuda a Cleveland, Ohio el 13 de setembre de 1996. A Riverdale fa de Betty Cooper.
- Camila Mendes: Actriu nascuda a Miami, Florida que interpreta a Veronica Lodge. Va néixer el 29 de juny de 1994
- Cole Sprouse: És una actor Americà, però va néixer a Italia el 4 d'agost de 1992. A Riverdale actúa com a Jughead Jones.

## Desenvolupament

### Producció
El 23 d'octubre de 2014, es va donar a conèixer que Greg Berlanti i Roberto Aguirre-Sacasa estaven adaptant Archie per a un pilot de televisió en el qual es va interessar la cadena Fox Broadcasting Company. No obstant això, el 10 de juliol de 2015 es va revelar que el projecte estava sota desenvolupament de The CW, ordenant la realització d'un episodi pilot el 29 de gener de 2016. El 12 de maig de 2016, The CW va escollir el pilot del projecte per desenvolupar una sèrie.

### Càsting
El 9 de febrer del 2016 es revelà que Lili Reinhart i Cole Sprouse havien estat triats per donar vida a Betty Cooper i Jughead Jones. El 24 de febrer, es va donar a conèixer que Luke Perry interpretaria a Fred Andrews, el pare d'Archie. Així mateix, es va donar a conèixer que KJ Apa seria l'encarregat de donar vida a Archie Andrews, Ashleigh Murray a Josie McCoy i Madelaine Petsch com Cheryl Blossom. Dos dies més tard es va anunciar que Camila Mendes estava contractada per interpretar a Verónica Lodge.
El 3 de març, Marisol Nichols va ser anunciada com la intèrpret de Hermione Lodge, la mare de Verònica. Un dia després, es va donar a conèixer que Mädchen Amick donaria vida a Alice Cooper, la mare de Betty. L' 11 de març, es va anunciar que Casey Cott actuaria fent de Kevin Keller.
El càsting d'Archie va ser un procés difícil, amb Aguirre-Sacasa afirmant: "Crec que vam veure literalment a tots els joves pèl-rojos de LA. Sens dubte, es va sentir d'aquella manera". L'equip de producció va trobar a KJ Apa només tres dies abans de presentar proves de pantalla a la xarxa, la qual cosa va generar tensions i nervis durant els últims dies de la presentació de l'estudi.

### Gravació

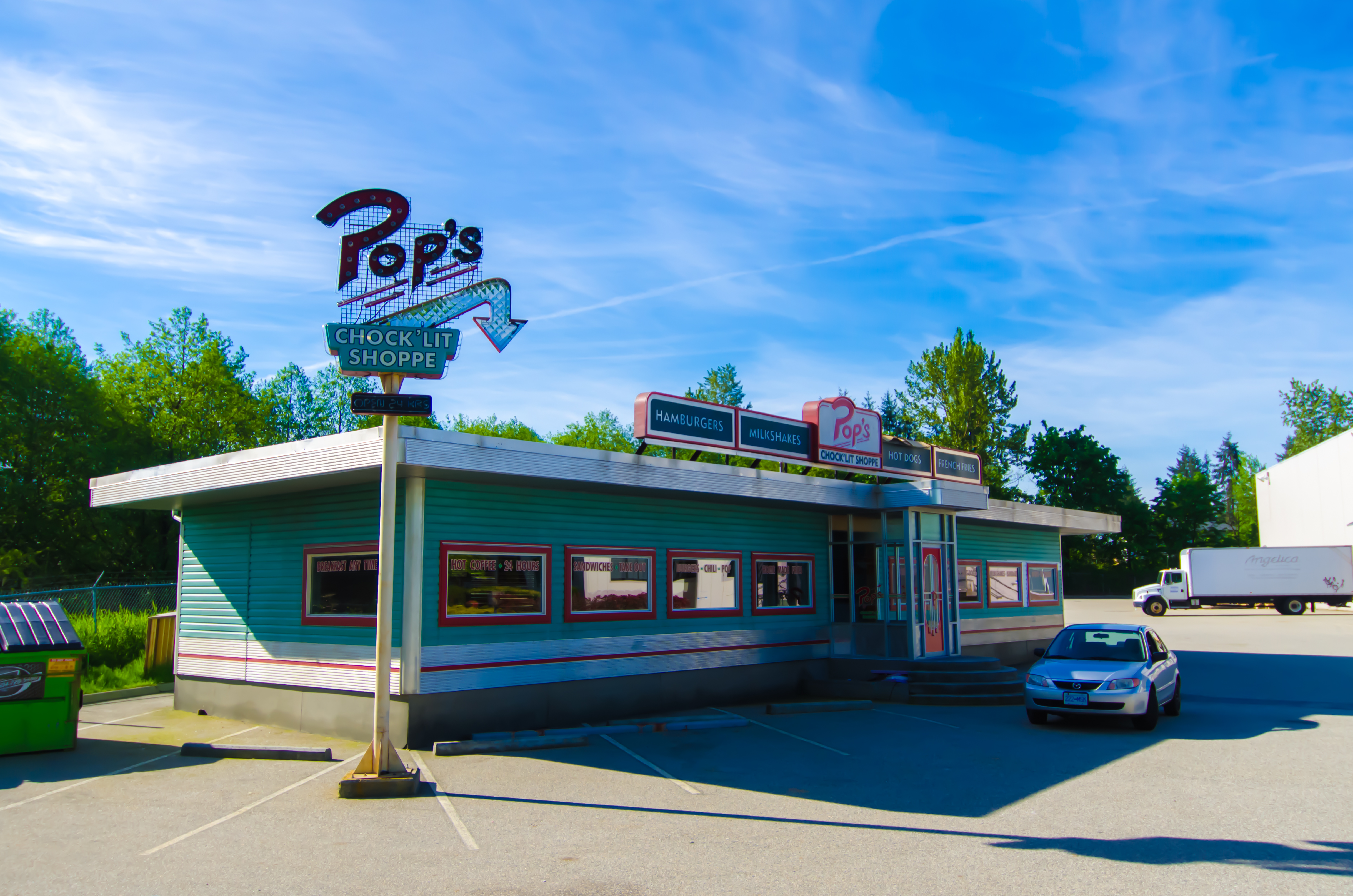
El set del bar Pop's Shop Chock'lit a Vancouver

El rodatge del pilot (primer episodi independent) va començar el 14 de març i va acabar l'1 d'abril a Vancouver, Columbia Britànica. La producció dels 12 episodis restants de la primera temporada va començar el 7 de setembre a Vancouver. Els estudis inclouen el Pop Tate's Chock'lit Shoppe, una còpia d'un restaurant de carretera Amricà dels anys 60, que ha resultat ser tan realista que un conductor va estacionar un cop el seu camió de 18 rodes allà, creient que era un bar de veritat. La segona temporada s'ha gravat a Vancouver i a Fraser Valley

## Episodis
| Temporada | Temporada | Episodis | Emissió original | Emissió original | Emissió a l'Amèrica Llatina | Emissió a l'Amèrica Llatina |
| Temporada | Temporada | Episodis | Inici            | Final            | Inici                       | Final                       |
| --------- | --------- | -------- | ---------------- | ---------------- | --------------------------- | --------------------------- |
|           | 1         | 13       | 27/1/2017        | 25/5/2017        | 25/4/2017                   | 6/6/2017                    |
|           | 2         | 22       | 11\|10\|2017     | –                | –                           | –                           |
|           | 3         | 22       | 10/10/18         | 15/05/19         | 11/10/18                    | 16/05/19                    |
|           | 4         | 19       | 09/10/19         |                  | 10/10/19                    | -                           |

### Temporada 1 (2017)
- Primer capítol: The River's Edge

A la vegada que un nou curs escolar comença, encara es respira un ambient tens a la ciutat, i es que la desaparició de Jason Blossom ha sorprès a tothom. Archie decideix seguir una carrera musical i Cheryl Blossom desperta problemes i situacions incòmodes. Es troba el cos assassinat del desaparegut.
Director: Lee Toland Krieger
Guionista: Roberto Aguirre-Sacasa
- Capítol dos: A touch of Evil

Archie fa una crida a la Sra Grundy per avançar amb el que han escoltat; Cheryl tracta la pressió de la mort de Jason; Jughead s'enfronta amb el secret d'Archie.
Director: Lee Toland Krieger
Guionista: Roberto Aguirre-Sacasa
- Capítol 3: Body Double

Cheryl revela quan va ser l'última vegada que va veure a Jason; Betty i Jughead segueixen investigant la mort de Jason; Veronica i Ethel investiguen que és El llibre de la vergonya.
Director: Lee Toland Krieger
Guionistes: Roberto Aguirre-Sacasa i Yolonda Lawrence
- Capítol 4: The Last Picture Show

Jughead lluita per mantenir obert el cinema de cotxes; Betty i Veronica investiguen a la Sra. Grundy, descobrint una sorprenent informació sobre el seu passat.
Director: Marc Pitznarski
Guionistes: Roberto Aguirre-Sacasa i Michael Grassi
- Capítol 5: Heart of Darkness

La família Blossom celebra el funeral de Jason; Hermonie busca l'ajuda de Fred; Betty profunditza en la investigació de la mort de Jason.
Director: Jesse Warn
Guionistes: Roberto Aguirre-Sacasa i Josh Maxwell
- Capítol 6: Faster, Pussycats! Kill! Kill!

Els esforços de Valerie per ajudar a Archie provoquen una gran baralla entre ella i Josie; l'investigació de Betty i Jughead els porta fins a Polly.
Director: Steven A. Adelson
Guionistes: Roberto Aguirre-Sacasa, Tessa Williams i Nicolaas Zwart
- Capítol 7: In a Lonely Place

Nous rumors s'escampen a Riverdale després que algú destruís les proves de l'assassinat; Cheryl s'apropa a Betty amb una proposta inesperada.
Director: Allison Anders 
Guionistes: Roberto Aguirre-Sacasa i Aaron Allen
- Capítol 8: The Outsiders

Archie i els seus amics s'uneixen per ajudar a Fred, però quan un d'ells és atacat, decideixen fer un pla que els acaba portant fins al territori dels Serpents del Sud.
Director: David Katzenberg
Guionistes: Roberto Aguirre-Sacasa i Julia Cohen
- Capítol 9: La Grande Illusion

Archie rep una oferta de Cheryl; Veronica es fa amiga d'una companya de classe a la que les accions il·legals del seu pare han afectat; Alice es prepara per venjar-se dels Blossoms.
Director: Lee Rose
Guionistes: Roberto Aguirre-Sacasa i James DeWille
- Capítol 10: The Lost Weekend

Fred decideix finalitzar el seu divorci; Archie planeja guanyar-se altre cop a Valerie; Betty sorprèn a Jughead amb una festa d'aniversari, però quan Cheryl arriba la situació es descontrola.
Director: Dawn Wilkinson
Guionistes: Roberto Aguirre-Sacasa, Britta Lundin i Brian E. Paterson
- Capítol 11: To Riverdale and Back Again

Cheryl i Polly decideixen assistir a l'homenatge que se celebra en honor de Jason; Alice demana ajuda a Archie i Veronica .
Director: Kevin Rodney Sullivan
Guionista: Roberto Aguirre-Sacasa
- Capítol 12: Anatomy of a Murder

Jughead és refusat per la seva mare; una detenció inesperada fa que els personatges es quedin en estat de shock;
finalment es destapa l'assassí de Jason Blossom.
Director: Rob Seidenglanz
Guionistes: Roberto Aguirre-Sacasa i Michael Grassi
- Capítol 13: The Sweat Hereafter

Jughead es troba en una situació inesperada; es revela la veritat sobre el negoci familiar de Blossoms; Cheryl comet un
acte de desesperació .
Director: Lee Toland Krieger
Guionista: Roberto Aguirre-Sacasa

## Premis i nominacions
| Any               | Premiació          | Nominats                     | Categoria                                   | Resultat          |                   |
| Primera temporada | Primera temporada  | Primera temporada            | Primera temporada                           | Primera temporada | Primera temporada |
| ----------------- | ------------------ | ---------------------------- | ------------------------------------------- | ----------------- | ----------------- |
| 2017              | Premis Saturn      | KJ Apa                       | Millor actor jove en una sèrie de televisió | nominat           |                   |
| 2017              | Premis Saturn      | KJ Apa                       | Premi a l'actor revelació                   | Guanyador         |                   |
| 2017              | Premis Saturn      | Riverdale                    | Millor sèrie de televisió d'acció/suspens   | Guanyador         |                   |
| 2017              | Teen Choice Awards | Riverdale                    | Millor sèrie de drama                       | Guanyador         |                   |
| 2017              | Teen Choice Awards | Riverdale                    | Programa de televisió revelació             | Guanyador         |                   |
| 2017              | Teen Choice Awards | KJ Apa                       | Estrella de televisió revelació             | nominat           |                   |
| 2017              | Teen Choice Awards | Lili Reinhart                | Estrella de televisió revelació             | Guanyador         |                   |
| 2017              | Teen Choice Awards | Cole Sprouse                 | Millor actor televisiu de drama             | Guanyador         |                   |
| 2017              | Teen Choice Awards | Lili Reinhart y Cole Sprouse | Millor relació                              | Guanyador         |                   |
| 2017              | Teen Choice Awards | Camila Mendes                | Roba-escenes de televisió                   | Guanyador         |                   |
| 2017              | Teen Choice Awards | Madelaine Petsch             | Millor esvalotador                          | Guanyador         |                   |

## Archie Comics
Archie, també conegut com a Archie, és una sèrie d'historietes nord-americana que narra les aventures d'un grup
d'adolescents anomenats Archie, Betty, Verònica, Torombolo, Carlos i Midge, entre d'altres. Els personatges van ser
creats pel publicista / editor John L. Goldwater, el guionista Vic Bloom, i el dibuixant Bob Montana. Tots els personatges
estan inspirats en persones reals.

### Adaptació del còmic
A més de promocionar intensament la sèrie de televisió des del gener de 2017, Archie Comics ha llançat una adaptació
de Riverdale en còmic. L'adaptació està encapçalada pel mateix Roberto Aguirre-Sacasa, juntament amb altres
escriptors de la sèrie. Els còmics varen ser publicats a partir d'abril de 2017.